# Loes van Overeem

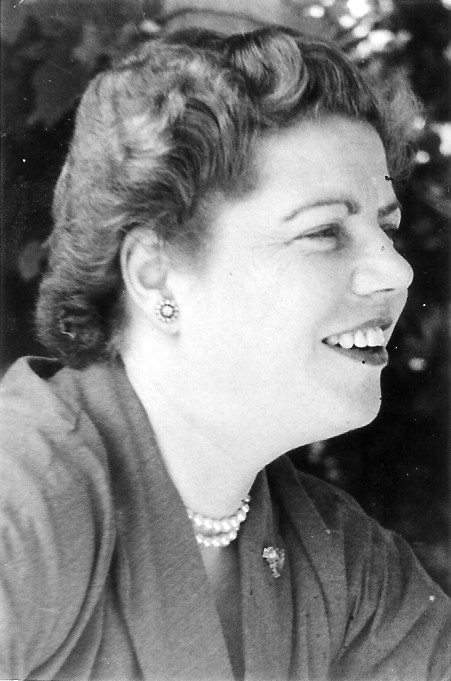
Loes van Overeem, um 1950

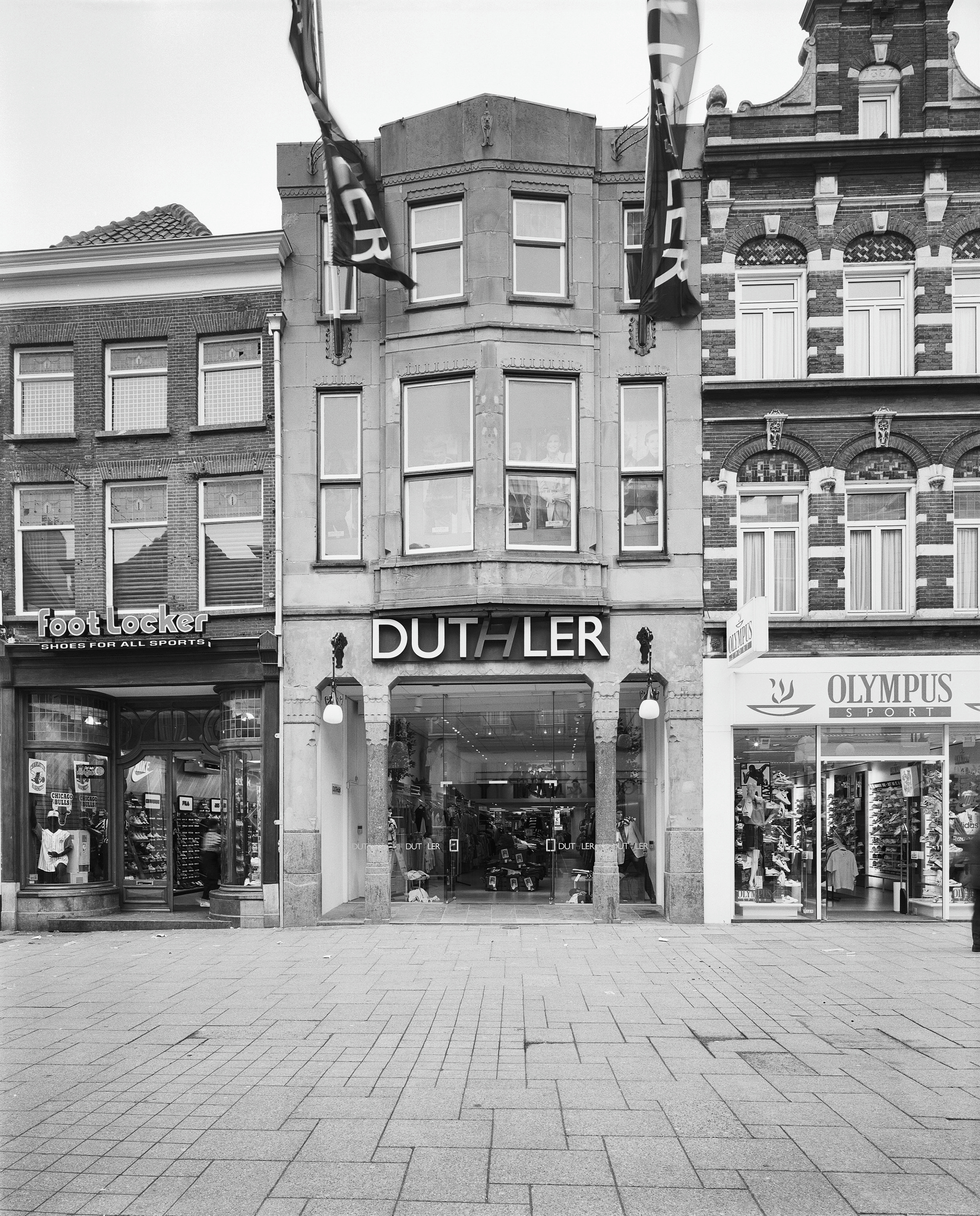
Ehemaliges Luxor-Theater und Wohnhaus, Hoge Steenweg 15

Lucia Henriette Maria Agnes „Loes“ van Overeem-Ziegenhardt (* 7. November 1907 in 's-Hertogenbosch; † 24. Oktober 1980 in Den Haag) war eine niederländische Mitarbeiterin des Roten Kreuz während und nach dem Zweiten Weltkrieg.

## Leben
Loes Ziegenhardt wurde als Tochter des Amtmannes Henricus Petrus Ziegenhardt (1884–1961), der als Gerichtsvollzieher tätig war, und von Lucia Adriana Maria Josephina Verbruggen (1885–1965) in 's-Hertogenbosch geboren. In ihrer römisch-katholischen Familie wuchs sie mit vier jüngeren Geschwistern auf. Nach der Lagere School (Grund-/Volksschule) besuchte sie die Meer Uitgebreid Lager Onderwijs (weiterführende Schule). Sie verliebte sich in Franciscus „Frans“ Maria Victor Antonius Rouppe van der Voort, den Verwalter des Luxor-Lichtspielhauses in 's-Hertogenbosch. Das Paar heiratete gegen den Widerstand von Frans′ Familie im Dezember 1930 in Roosendaal und zog in eine Wohnung über dem Theater im Hoge Steenweg 15. Ab Juli 1937 war Loes als Helferin in der örtlichen Zweigstelle des Niederländischen Roten Kreuzes (NRK) tätig und absolvierte in den Jahren 1938 und 1939 einen Schulungskurs des Roten Kreuzes zur fachkundigen Unterstützung von Krankenschwestern. Ihr Diplom erlangte sie im Sommer 1939. Zur gleichen Zeit trennten sie und ihr Mann sich. Danach lebte sie mit dem befreundeten Ehepaar Prins-Waller, die beide im Vorstand der Bredaer Zweigstelle des Roten Kreuzes tätig waren, und arbeitete dort im Ignatius-Krankenhaus.

### Tätigkeit für das Rote Kreuz während des Krieges
Nach dem Beginn des Zweiten Weltkrieges und dem darauf folgenden Überfall auf die Niederlande im Mai 1940 meldete sich Loes Ziegenhardt als Rotkreuzhelferin. Nach der Besetzung der Niederlande ließ der Bürgermeister von Breda die Stadt am 11. Mai evakuieren. Nach der Kapitulation einige Tage später kehrten die Einwohner zurück. Diejenigen, die zu schwach oder krank zur Rückreise waren, wurden durch das Bredaer Rote Kreuz aus Belgien und Zeeuws-Vlaanderen zurückgeholt. Das Rettungsteam bestand aus dem Internisten und späteren Oberarzt für Allgemeinmedizin Arnoldus Daniël Antonie „Bob“ van Overeem (1910–1979), mehreren Krankenschwestern und Angehörigen des Roten Kreuzes, darunter Frau Prins und Loes Ziegenhardt. Zwischen dem 28. August und dem 2. Dezember war sie als Teil des Breda-Rettungsteams an vier schwierigen Rückführungsexpeditionen beteiligt, nachdem das Rote Kreuz auch die Rückführung anderer niederländischer Flüchtlinge übernommen hatte und auf die Expertise der Breda-Abteilung zurückgriff. Auch verwundete Soldaten aus der Gegend wurden von Loes Ziegenhardt und dem Team geborgen und in das St. Ignatius-Krankenhaus gebracht. Loes Ziegenhardt und Bob van Overeem wurden in dieser Zeit ein Paar. Im Dezember 1940 zog sie zu ihm nach Den Haag, wo er als Internist arbeitete und fand Arbeit in der Zentrale des Roten Kreuzes. Im April 1941 wurde der von ihrem ersten Mann beantragten Scheidung stattgegeben und 1942 heiratete sie Bob van Overeem.
Um die Begnadigung für zwei politische Gefangene aus ihrem Freundeskreis zu erreichen, nahm Loes van Overeem, wie sie nun hieß, im Januar 1943 mit Hilfe von Bekannten Kontakt zu Wilhelm Harster, dem Befehlshaber der Sicherheitspolizei und des SD für die Niederlande und Italien, auf. Durch den sich entwickelnden engen Kontakt konnte sie ihre Hilfe für Gefangene in verschiedenen Lagern umsetzen. Im April bestätigte Harster Bob und Loes van Overeem als einzige offizielle Vertreter des niederländischen Roten Kreuzes, die mit dem Kommandanten des KZ Herzogenbusch und den Befehlshabern von anderen Lagern verhandeln durften bezüglich Medikamenten, medizinischen Geräten und anderen Gegenständen für die Häftlinge. Sie durften die Lagerhäftlinge untersuchen und Medikamente, Vitamine und sonstiges verteilen. Im Dezember 1943 wurde der „Dienst voor Speciale Hulpverleening“ (Sonderhilfedienst) des Niederländischen Roten Kreuzes gegründet, der befugt war, die Versorgung politischer Gefangener mit Nahrungsmitteln zu unterstützen. Als Leiterin des Sonderhilfedienstes war Loes van Overeem für das Sammeln und Verteilen von Lebensmitteln und anderen Gütern verantwortlich. Dies führte zur Einrichtung einer wöchentlichen Verteilung von Lebensmittelpaketen an Gefangene im ganzen Land. Die von Freiwilligen in sogenannten „Schmierstationen“ zusammengestellten Pakete bestanden aus mehreren dick belegten Sandwiches, Obst und Süßigkeiten.

Loes van Overeem bei der Befreiung des Lagers Amersfoort, 7. Mai 1945
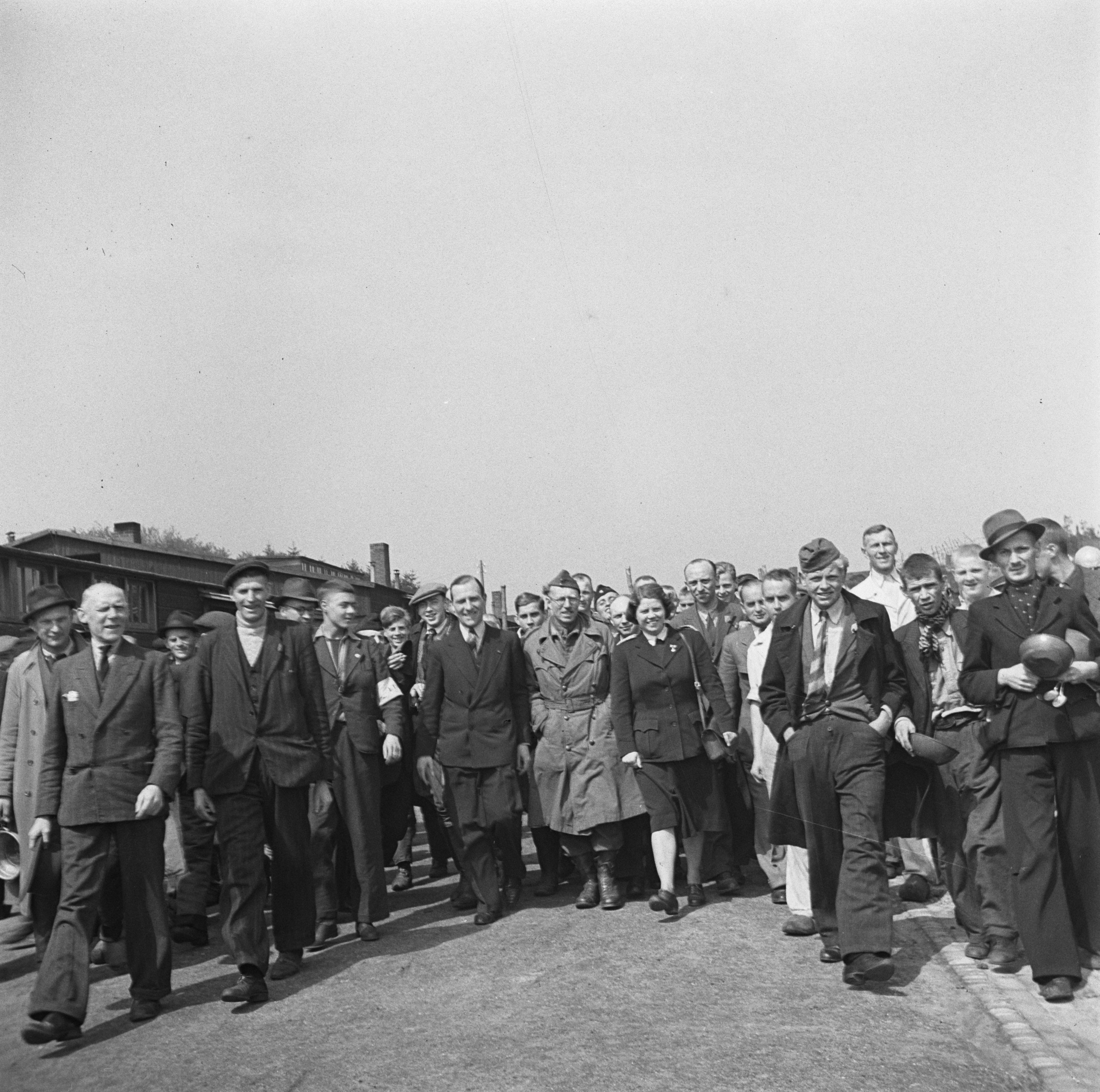
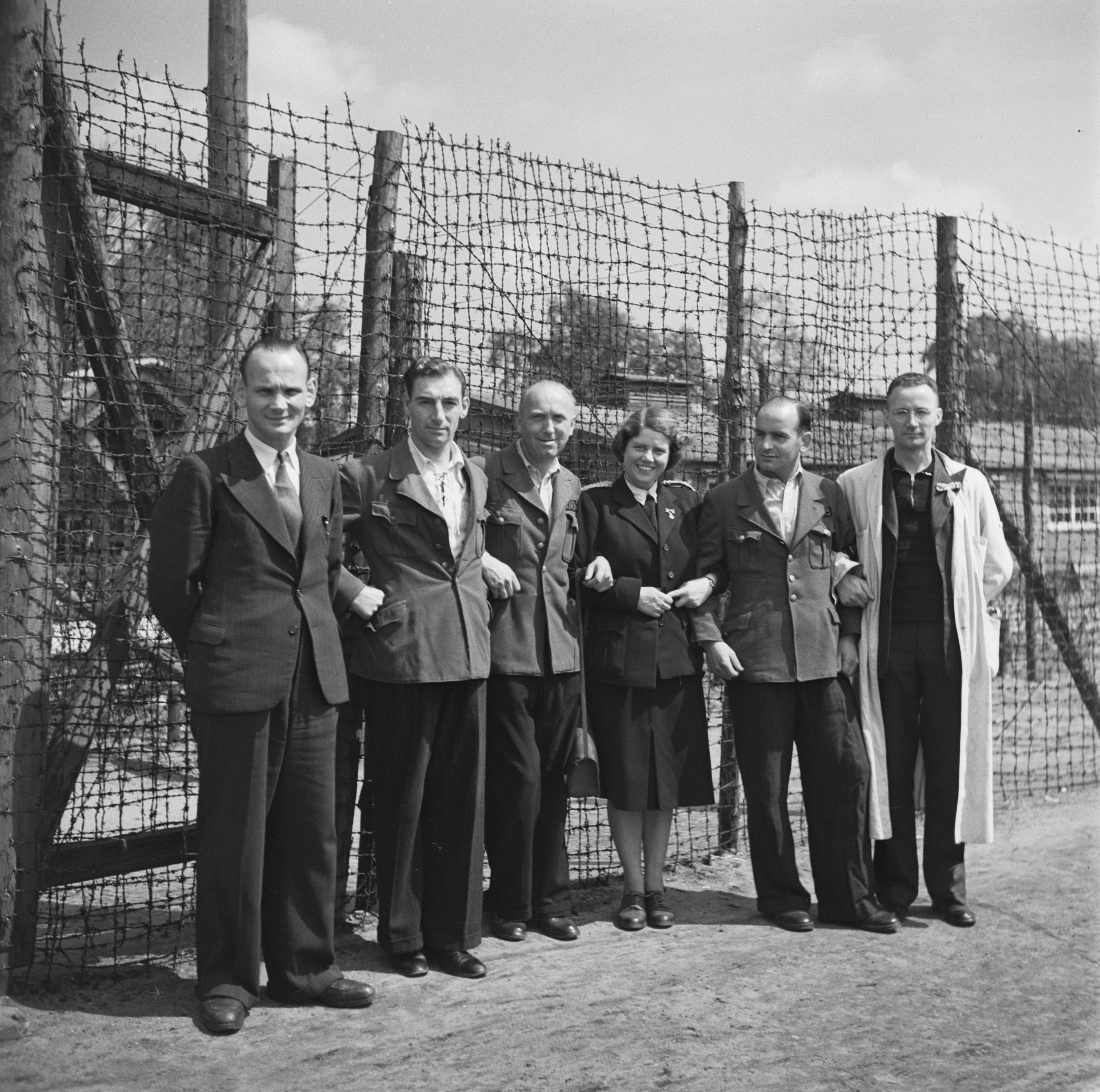
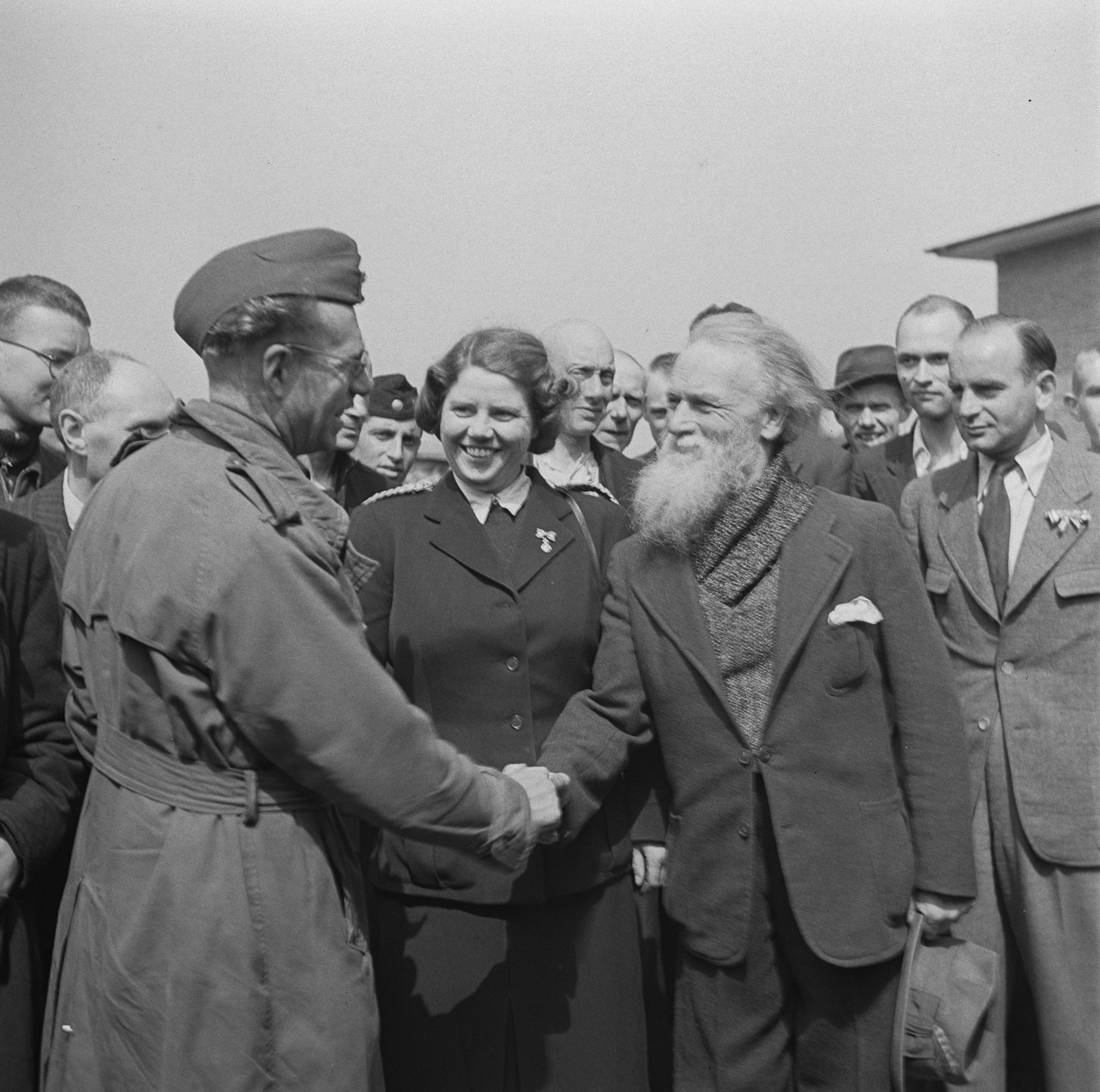

Nach der Schließung des KZ Herzogenbusch im September 1944 konzentrierte Loes van Overeem ihre Bemühungen zur Verbesserung der Bedingungen für Häftlinge vor allem auf das Durchgangslager Amersfoort, dessen Zustände sie als katastrophal einschätzte. Durch ihre Beharrlichkeit setzte sie ihre ständige Anwesenheit im Lager durch und es konnte ein Rotkreuzposten im Lager eingerichtet werden, der medizinische Hilfe sowie eine bessere Versorgung mit Nahrungsmitteln sicherstellte. Zudem versuchte sie, den Transport von Gefangenen in Lager in Deutschland zu verhindern, indem sie sie für krank erklären ließ. Am 19. April 1945 übergab die deutsche Lagerleitung dem Roten Kreuz das Lager. Zu diesem Zeitpunkt war ein Großteil der Wachen bereits geflohen. Loes van Overeem wurde kommissarische Lagerkommandantin und arbeitete dort bis September 1945 weiter. Nach der Kapitulation der Wehrmacht waren die Kasernen auf dem Gelände größtenteils für die Aufnahme von Rückkehrern bestimmt. Auch wenn sich nach Untersuchungen des NIOD Instituut voor Oorlogs-, Holocaust- en Genocidestudies das Rote Kreuz während des Zweiten Weltkrieges nicht für jüdische Gefangene eingesetzt hatte, wird der Einsatz von Loes van Overeem in den Lagern durch die Gedenkstätte Kamp Amersfoort so eingeschätzt, dass ihr Wirken auch die Situation der jüdischen Häftlinge verbesserte.

### Nach dem Krieg

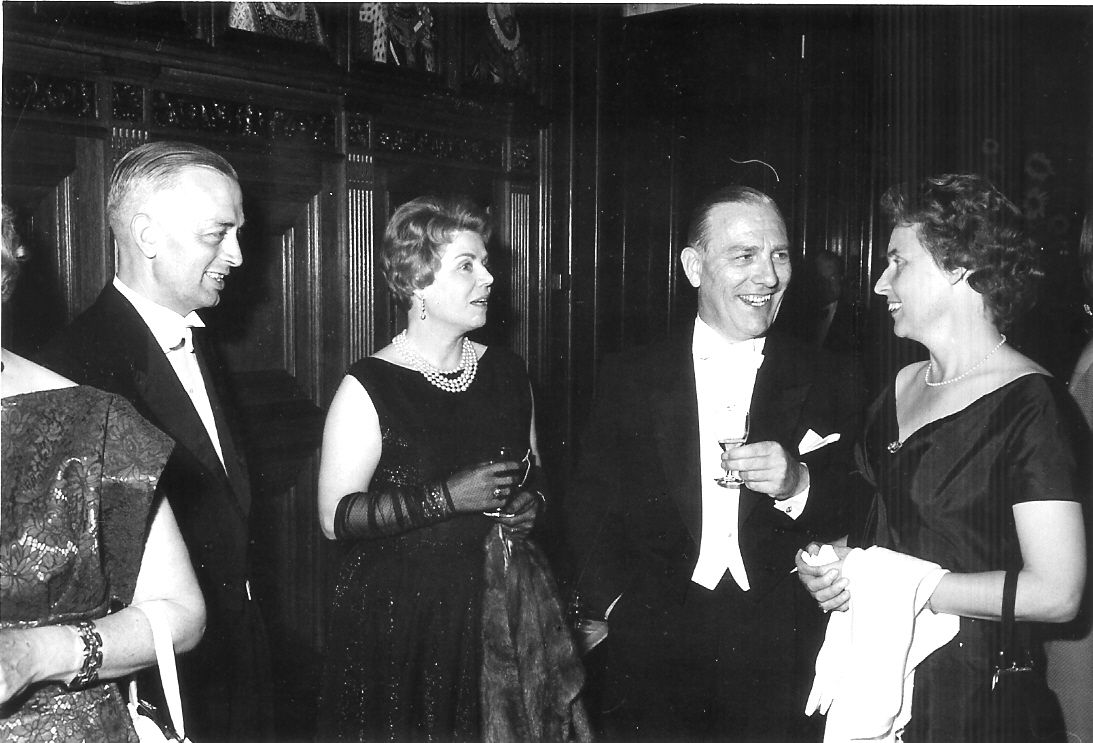
Loes van Overeem (2.v.l., mit Karel van Rijckevorsel, Bob van Overeem und Maria van Rijckevorsel), um 1955

Nach dem Krieg war Loes van Overeem weiterhin bis 1972 für das Rote Kreuz tätig, unter anderem bei der Aufnahme repatriierter Niederländer aus Niederländisch-Ostindien und bei der sozialen Betreuung des Personals. Im Auftrag des Roten Kreuzes besuchte sie ab Juni 1949 regelmäßig die „Drei von Breda“ und nahm eine führende Rolle bei Hilfsaktionen ein, wie etwa der Flutkatastrophe von 1953. Sie arbeitete aber auch für andere Organisationen, etwa die „Nederlandse Vereniging van Ex-Politieke Gevangenen Expogé“ (Vereinigung ehemaliger politischer Gefangener). Ihr Mann Bob van Overeem war Internist im Militärkrankenhaus und hielt auch private Sprechstunden zu Hause.
Sie lebten in einem reich ausgestatteten Haus in der Nassau Dillenburgstraat in Den Haag, unterstützt von einer Haushälterin, pflegten ein reges gesellschaftliches Leben und empfingen unter anderem Königin Juliana und Prinz Bernhard. Nach dem Tod ihres Mannes im November 1979 zog Loes van Overeem sich aus der Öffentlichkeit zurück, übersiedelte in eine Dienstwohnung und starb im Oktober 1980.

## Auszeichnungen und Gedenken
- Loes van Overeem wurde mehrfach vom Roten Kreuz ausgezeichnet. 1979 erhielt sie mit der Henry-Dunant-Medaille die höchste Auszeichnung des Internationalen Roten Kreuzes.
- 2008 wurde die Straße, die zu dem Ort führte, an dem sich einst das Lager Amersfoort befand, nach ihr benannt: die „Loes van Overeemlaan“.[2]
- Seit 2018 organisiert die Kamp Amersfoort-Gedenkstätte zu Ehren ihrer besonderen Bemühungen die „Loes van Overeem-Vorlesung“ am oder um den 8. Juli herum.[6]